# Beck
Beck Hansen, született Bek David Campbell (Los Angeles, Kalifornia, 1970. június 8. –) amerikai zenész, dalszövegíró.
Los Angelesből származik, zenei stílusára nagy hatást gyakorolt a város. Stílusa sokszínű, leginkább a funky, hardcore, hiphop és folk jellemzi. Koncertjeit első slágere, a Loser kezdő akkordjaival vezeti be, mely meghozta számára a hírnevet.

## Albumok
- Golden Feelings (1993)
- Stereopathetic Soulmanure (1994)
- Mellow Gold (1994)
- Odelay (1996)
- Mutations (1998)
- Midnite Vultures (1999)
- Sea Change (2002)
- Guero (2005)
- Information (2006)
- Modern Guilt (2008)
- Morning Phase (2014)
- Colors (2017)
- Hyperspace (2019)